# مورات یاغان
مورات یاغان فیلسوف، حکیم آبخازی در یک خانواده چرکسی در آبخازیا در کوه های قفقاز بین دریای سیاه و دریای خزر به دنیا آمد. او اولین تربیت معنوی خود را نزد بزرگان سنت خود اهمستا کبزه دریافت کرد. سپس مورد قبول دراویش بکتاشی قرار گرفت و نزد آنها در ترکیه تحصیل کرد. سال 1963 به همراه همسرش مایسی و فرزندان کوچکترشان به کانادا مهاجرت کرد و در آنجا آموزه های باستانی اهمستا گبزه را انتقال داد.
وی بنیانگذار مکتب گبزه در حوزه تصوف می‌باشد.